# Tibor Cservenyák
Tibor Cservenyák (* 8. August 1948 in Szolnok) ist ein ehemaliger ungarischer Wasserballspieler. Er war Olympiasieger 1976 und Olympiazweiter 1972, Weltmeister 1973 und Weltmeisterschaftszweiter 1975 sowie 1982. Bei Europameisterschaften gewann er 1974 Gold, 1970 sowie 1983 Silber und 1981 Bronze.

## Karriere
Der 1,85 m große Tibor Cservenyák war bei der Europameisterschaft 1970 in Barcelona zusammen mit János Steinmetz Torhüter der ungarischen Mannschaft. Die Ungarn gewannen ihre Vorrundengruppe vor der Mannschaft aus den Niederlanden. In der Finalrunde belegten die Ungarn den zweiten Platz hinter der sowjetischen Mannschaft und vor den Jugoslawen.
In den nächsten Jahren war Tibor Cservenyák meist zweiter Torwart hinter Endre Molnár, wobei Molnár in der Regel begann und Cservenyák eingewechselt wurde. Bei den Olympischen Spielen 1972 und 1976 spielten beide in allen Partien. Beim Turnier in München gewannen die Ungarn die Silbermedaille hinter der sowjetischen Mannschaft, die wegen der besseren Tordifferenz Gold erhielt. 1973 fand in Belgrad die erste Weltmeisterschaft im Wasserball statt. Die Ungarn gewannen den Titel vor der sowjetischen Mannschaft. Auch 1974 bei der Europameisterschaft in Wien gewannen die Ungarn vor der sowjetischen Mannschaft. Im Jahr darauf erreichten bei der Weltmeisterschaft in Cali nur vier Mannschaften die Endrunde. Die sowjetische Mannschaft gewann Gold vor der ungarischen Mannschaft. Beim olympischen Wasserballturnier 1976 in Montreal gewann die ungarische Mannschaft die Goldmedaille vor den Italienern.
Von 1977 bis 1980 kam Tibor Cservenyák nicht bei großen Turnieren zum Einsatz. Erst nachdem Endre Molnár seine Karriere 1980 beendet hatte, war Cservenyak wieder dabei. 1981 bei der Europameisterschaft in Split siegte die Mannschaft aus der Bundesrepublik Deutschland vor der sowjetischen Mannschaft und den Ungarn. Cservenyák war erster Torhüter der ungarischen Mannschaft. Bei der Weltmeisterschaft 1982 in Guayaquil gewann die sowjetische Mannschaft vor den Ungarn. Im Jahr darauf gewann die sowjetische Mannschaft bei der Europameisterschaft in Rom ebenfalls vor der ungarischen Mannschaft.
Tibor Cservenyák bestritt 134 Länderspiele für die ungarische Nationalmannschaft. Nach seiner Spieler-Karriere ging er als Trainer in die Schweiz.